# Elmer McCurdy
Elmer J. McCurdy (Washington, Maine, 1 de enero de 1880 - Osage Hills, Oklahoma, 7 de octubre de 1911) fue un ladrón de trenes y bancos estadounidense que murió en un tiroteo con la policía tras robar un tren Katy en Oklahoma en octubre de 1911. Apodado "The Bandit Who Wouldn't Give Up" (El bandido que no se daría por vencido), su cuerpo momificado fue exhibido por primera vez en una funeraria de Oklahoma y luego se convirtió en un accesorio en el circuito de carnaval y espectáculos paralelos durante la década de 1920 hasta la década de 1960. Después de cambiar de propietario varias veces, los restos de McCurdy finalmente terminaron en la zona de atracciones The Pike en Long Beach, California, donde fueron descubiertos por un equipo de filmación e identificados positivamente en diciembre de 1976. En abril de 1977, el cuerpo de Elmer McCurdy fue enterrado en el cementerio Summit View en Guthrie, Oklahoma.

## Antecedentes
McCurdy nació en Washington, Maine, el 1 de enero de 1880. Era hijo de Sadie McCurdy, de 17 años, que no estaba casada en el momento de su nacimiento. La identidad del padre de McCurdy es desconocida; una posibilidad es que haya sido el primo de Sadie, Charles Smith (Más tarde, McCurdy usaría el nombre "Charles Smith" como alias). Con el fin de salvar a Sadie de la vergüenza y el desprestigio de criar un hijo ilegítimo, su hermano George y su esposa Helen adoptaron a Elmer. En 1890, después de que George murió de tuberculosis, Sadie y Helen se mudaron con Elmer a Bangor, Maine. Finalmente, Sadie le dijo a su hijo que ella, y no Helen, era su madre y que no estaba segura de quién era su padre biológico. Las noticias perturbaron a McCurdy, quien se volvió resentido y se volvió "sin reglas y rebelde". Siendo adolescente, comenzó a beber mucho, un hábito que continuaría durante toda su vida.
Finalmente, McCurdy regresó a Maine para vivir con su abuelo y se convirtió en aprendiz de fontanero. Según los informes, era un trabajador competente y vivió cómodamente hasta la recesión económica de 1898. Entonces McCurdy perdió su trabajo y, en agosto de 1900, su madre murió de una úlcera rota. Su abuelo murió al mes siguiente a causa de la enfermedad de Bright. Poco después de la muerte de su abuelo, McCurdy dejó Maine y comenzó a desplazarse por el este de los Estados Unidos, donde trabajó como minero y fontanero. No pudo mantener ningún trabajo durante un período prolongado debido a su alcoholismo. Finalmente se dirigió a Kansas, donde trabajó como fontanero en Cherryvale. Posteriormente, McCurdy se mudó a Iola donde, en 1905, fue arrestado por intoxicación pública. Luego se trasladó a Webb City, Missouri.
En 1907, McCurdy se unió al ejército de Estados Unidos. Asignado a Fort Leavenworth, McCurdy ejerció como operador de ametralladoras y fue entrenado en el uso de nitroglicerina con fines de demolición (el alcance de este entrenamiento probablemente fue mínimo). Fue dado de baja honorablemente del Cuerpo de Intendencia el 7 de noviembre de 1910. McCurdy luego se dirigió a St. Joseph, Kansas, donde se encontró con un amigo del ejército. El 19 de noviembre, McCurdy y su amigo fueron arrestados por posesión de parafernalia de robo (cinceles, sierras para metales, embudos para nitroglicerina y pólvora y sacos de dinero). El St. Joseph Gazette informó que, durante su lectura de cargos, McCurdy y su amigo le dijeron al juez que las herramientas no estaban pensadas para el robo, sino que eran herramientas que necesitaban para trabajar en una ametralladora operada a pie que estaban inventando. En enero de 1911, un jurado encontró a McCurdy inocente. Después de su liberación de la cárcel del condado, comenzó la corta carrera de McCurdy como ladrón de bancos y trenes. Por lo general, sus robos fueron malos negocios debido a la ineptitud de McCurdy.

## Delitos
McCurdy decidió incorporar su entrenamiento con nitroglicerina en sus robos. Muchas veces, esto causaba problemas ya que era excesivamente celoso y no determinaba correctamente la cantidad adecuada para usar. En marzo de 1911, McCurdy se había trasladado de nuevo a Lenapah, Oklahoma. Él y otros tres hombres decidieron robar el tren Iron Mountain-Missouri Pacific después de que McCurdy oyera que uno de los vagones contenía una caja fuerte con 4.000 dólares. Detuvo el tren con éxito y ubicó la caja fuerte. Luego, McCurdy puso nitroglicerina en la puerta de la caja de seguridad para abrirla, pero usó demasiada. Dicha caja fuerte fue destruida en la explosión junto con la mayoría del dinero. McCurdy y sus socios lograron obtener 450 dólares en monedas de plata, la mayoría de las cuales se derritieron y fusionaron con el marco de la caja fuerte.
En septiembre de 1911, McCurdy y otros dos hombres robaron el The Citizens Bank en Chautauqua, Kansas. Después de pasar dos horas atravesando la pared del banco con un martillo, McCurdy colocó una carga de nitroglicerina alrededor de la puerta de la bóveda exterior del banco. La explosión hizo volar la puerta de la bóveda a través del banco y destruyó el interior, pero no dañó la caja de seguridad dentro de la bóveda. McCurdy intentó abrir la puerta de la caja fuerte con más nitroglicerina pero la carga no se encendió. Después de que el vigilante se asustó y huyó, McCurdy y sus cómplices robaron unos 150 dólares en monedas que estaban en una bandeja fuera de la caja fuerte para finalmente darse a la fuga. Más tarde esa noche, los hombres tomaron un tren que los llevó a la frontera de Kansas. Se separaron y McCurdy se dirigió hacia el rancho de un amigo, Charlie Revard, cerca de Bartlesville, Oklahoma. Se quedó en un pajar en la propiedad durante las siguientes semanas y bebió mucho.

## Muerte
El robo final de McCurdy tuvo lugar el 4 de octubre de 1911 cerca de Okesa, Oklahoma. McCurdy y dos cómplices planearon robar el Katy Train luego de enterarse de que contenía 400.000 dólares en efectivo destinado a pagar regalías a la nación Osage. Sin embargo, McCurdy y los hombres, por error, detuvieron en su lugar un tren de pasajeros. Los hombres pudieron robar solo 46 dólares del empleado de correos, dos damajuanas de whisky, un revólver automático, un abrigo y el reloj del maquinista del tren. Posteriormente, un informe en el periódico local del robo lo llamó "uno de los más pequeños en la historia del robo de trenes." McCurdy quedó decepcionado por el botín y el 6 de octubre regresó al rancho de Revard, donde comenzó a beber de las garrafas de whisky que había robado antes de subir al desván del pajar. Para entonces, también estaba enfermo de tuberculosis (que desarrolló después de trabajar en minas), un caso leve de neumonía y triquinosis. Sin el conocimiento de McCurdy, ya había sido implicado en el robo, emitiéndose una recompensa de 2.000 dólares por su captura.
En la madrugada del 7 de octubre, un grupo de tres sheriffs, los hermanos Bob, Stringer Fenton y Dick Wallace, rastrearon a McCurdy hasta el cobertizo de heno usando sabuesos. Rodearon dicho cobertizo y esperaron la luz del día. En una entrevista presentada en la edición del Daily Examiner del 8 de octubre de 1911, el sheriff Bob Fenton recordó:

"Comenzó aproximadamente a las 7 en punto. Estábamos esperando que saliera cuando me dispararon el primer tiro. Me extrañó y luego dirigió su atención a mi hermano, Stringer Fenton. Disparó tres veces contra Stringer y cuando mi hermano se escondió, dirigió su atención a Dick Wallace. Siguió disparándonos a todos nosotros por alrededor de una hora. Disparamos cada vez que pudimos. No sabemos quién lo mató ... (en el camino) encontramos una de las garrafas de whisky que sacó del tren. Estaba casi vacía. Estaba bastante borracho cuando cabalgó hasta el rancho la noche anterior."

McCurdy fue asesinado por una herida de bala en el pecho, mientras estaba acostado.

## Comercializaciónpost mortem

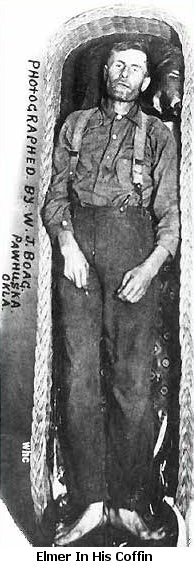
El cuerpo de McCurdy en exhibición.

Posteriormente, el cuerpo de McCurdy fue llevado a la Funeraria Johnson en Pawhuska, Oklahoma, donde no fue reclamado. Joseph L. Johnson, el propietario y empresario de pompas fúnebres, embalsamó el cuerpo con un conservante a base de arsénico que normalmente se utilizaba en el embalsamamiento en esa época para preservar un cuerpo durante un largo período cuando no se conocía a ningún pariente cercano. Luego le afeitó, lo vistió con un traje y lo guardó en la parte trasera de la funeraria. Como el cuerpo de McCurdy no fue reclamado, Johnson se negó a enterrar o liberar dicho cuerpo hasta que le pagaran por sus servicios. Finalmente, Johnson decidió exhibir a McCurdy para ganar dinero. Vistió el cadáver con ropa de calle, le colocó un rifle en las manos y lo puso de pie en la esquina de la funeraria. Por un centavo, Johnson permitió a los visitantes ver al "El bandido que no se daría por vencido" (en varias ocasiones posteriores, McCurdy también fue llamado "El hombre misterioso de muchos alias", "El proscrito de Oklahoma" y "El bandido embalsamado"). "El bandido" se convirtió en una atracción popular en la funeraria y atrajo la atención de los promotores de feria y carnaval. Johnson recibió numerosas ofertas para vender el cuerpo de McCurdy, pero se negó.
El 6 de octubre de 1916, un hombre que se hacía llamar Aver contactó a Johnson alegando que era el hermano perdido de California de Elmer McCurdy. Aver ya se había puesto en contacto con el sheriff del Condado de Osage, Oklahoma y un abogado local para obtener el permiso para tomar la custodia del cuerpo y enviarlo a San Francisco para el entierro adecuado. Al día siguiente, Aver llegó a la funeraria con otro hombre que se hacía llamar Wayne, que también decía ser hermano de McCurdy. Johnson entregó el cuerpo a los hombres que luego lo subieron a un tren, aparentemente a San Francisco. En su lugar fue enviado a Arkansas City, Kansas. Los hombres que decían ser los hermanos perdidos de McCurdy eran, de hecho, James y Charles Patterson. James Patterson era dueño del Great Patterson Carnival Show, un carnaval ambulante. Después de saber por su hermano Charles sobre la popular exhibición del "Bandido embalsamado", los dos idearon un plan para tomar posesión del cuerpo con el fin de presentarlo en el carnaval de Patterson. El cadáver de McCurdy aparecería en el carnaval itinerante de Patterson como "The Outlaw Who Would Never Be Captured Alive" (El forajido que nunca sería capturado vivo), hasta 1922, cuando Patterson vendió parte de sus artículos a Louis Sonney.
Louis Sonney utilizó el cadáver de McCurdy en su espectáculo itinerante "Museo del Crimen", que presentaba réplicas en cera de forajidos famosos como Bill Doolin y Jesse James. En 1928, el cadáver fue parte del espectáculo oficial que acompañó a la Carrera Trans-americana. En 1933, fue adquirido por un tiempo por el director Dwain Esper para promocionar su película de explotación Narcotic!. El cadáver era colocado durante la proyección en el vestíbulo de los teatros como un "demonio de la droga" muerto que Esper afirmaba se había suicidado mientras estaba rodeado por la policía después de haber robado una farmacia para mantener su hábito. Para cuando Esper adquirió el cuerpo de McCurdy, este se había momificado: la piel se había endurecido, oscurecido y encogido reduciéndose el tamaño del cuerpo. Esper afirmaba que el deterioro de la piel era prueba del abuso de drogas del supuesto demonio de la droga.

Mapa de ruta de la Odisea de Elmer McCurdy

En 1949, después de la muerte de Louis Sonney, el cadáver fue almacenado en un almacén de Los Ángeles. En 1964, Dan, el hijo de Sonney, prestó dicho cadáver al cineasta David F. Friedman. Finalmente, hizo una breve aparición en la película de 1967 She Freak de Friedman. En 1968, Dan Sonney vendió el cuerpo junto con otras figuras de cera por 10.000 dólares a Spoony Singh, el dueño del museo de cera de Hollywood. Singh había comprado las figuras para dos hombres canadienses que las exhibieron en un espectáculo en el Monte Rushmore. Mientras se exhibía allí, una tormenta de viento hizo que el cadáver sufriera algún daño; las puntas de las orejas junto con los dedos de las manos y los pies volaron. Los hombres finalmente devolvieron el cadáver a Singh, que decidió que parecía "demasiado espantoso" y no lo suficientemente realista como para exhibirlo. Para entonces, ya se ignoraba que se trataba de un cadáver auténtico. Singh luego lo vendió a Ed Liersch, copropietario de The Pike, una parque de atracciones en Long Beach, California. En 1976, el cadáver de McCurdy colgaba en la exposición de la casa de la risa "Laff In the Dark" en The Pike.

## Redescubrimiento y entierro
El 8 de diciembre de 1976, el equipo de producción del programa de televisión The Six Million Dollar Man (El hombre nuclear o El hombre de los seis millones de dólares) estaba filmando escenas para el episodio "Carnival of Spies" (Carnaval de espías) en The Pike. Durante el rodaje, un empleado de utilería movió lo que se pensaba que era un maniquí de cera que colgaba de una horca. Cuando el brazo del 'maniquí' se rompió, un hueso humano y tejido muscular quedaron a la vista.
Se llamó a la policía y se llevaron el cuerpo momificado a la oficina forense de Los Ángeles. El 9 de diciembre, el doctor Joseph Choi realizó una autopsia y determinó que el cuerpo era el de un hombre que había muerto por una herida de bala en el pecho. El cuerpo estaba completamente petrificado, cubierto de cera y cubierto con capas de pintura de fósforo. Pesaba aproximadamente 50 libras (23 kg) y tenía 63 pulgadas (160 cm) de altura. Todavía se veían algunos pelos en los laterales y parte posterior de la cabeza, mientras que faltaban las orejas y dedos de manos y pies. El examen también reveló incisiones de su autopsia y embalsamamiento originales. Las pruebas realizadas en el tejido mostraron la presencia de arsénico, un componente que, hasta finales de la década de 1920, fue usado como fluido de embalsamamiento. Las pruebas también revelaron tuberculosis en los pulmones, que McCurdy había desarrollado mientras trabajaba como minero, juanetes y cicatrices que estaba documentado que McCurdy tenía. Si bien la bala que le causó la herida fatal fue presuntamente eliminada durante la autopsia original, se encontró el casquillo de la bala. Se determinó que era un control de gas, tipo utilizado por primera vez en 1905 y hasta 1940. Estas pistas ayudaron a los investigadores a determinar la época en la que el hombre había sido asesinado. Se encontraron nuevas pistas sobre la identidad del hombre cuando se le quitó la mandíbula para el análisis dental. Dentro de la boca había un penique de 1924 y talones de boletos para el 140 W. Pike, Side Show y el Museo del Crimen Louis Sonney. Los investigadores contactaron a Dan Sonney entonces, quien confirmó que el cuerpo era de Elmer McCurdy. Se llamó al antropólogo forense doctor Clyde Snow para ayudar a hacer una identificación positiva. El doctor Snow tomó radiografías del cráneo y las colocó sobre una foto ampliada de McCurdy tomada en el momento de su muerte en un proceso denominado superposición. Snow fue capaz de determinar que el cráneo efectivamente pertenecía a Elmer McCurdy.
Para el 11 de diciembre, la historia del viaje de McCurdy había aparecido en los periódicos, la televisión y la radio. Varias funerarias llamaron a la oficina del forense ofreciendo sepultar el cuerpo de McCurdy de forma gratuita, pero los funcionarios decidieron esperar para ver si algún pariente vivo se presentaba para reclamar el cuerpo. Fred Olds, quien representó a la Posesión del Territorio Indio de Oklahoma Westerns, logró convencer al doctor Thomas Noguchi, entonces médico Forense Jefe del Condado de Los Ángeles, para permitirle enterrar el cuerpo en Oklahoma. Después de más pruebas para asegurar una identificación adecuada, se permitió que Olds tomara la custodia del cuerpo.
El 22 de abril de 1977, se llevó a cabo una procesión fúnebre para transportar el cuerpo de McCurdy a la sección de Boot Hill del cementerio Summit View en Guthrie, Oklahoma. Se llevó a cabo un servicio junto a la tumba, al que asistieron unas 300 personas, después de lo cual McCurdy fue enterrado junto a otro forajido, Bill Doolin. Para asegurarse de que el cuerpo de McCurdy no fuera robado, se vertieron dos pies (60 cm) de cemento sobre el ataúd.

## En la cultura popular
La historia de Elmer McCurdy apareció en un segmento del episodio de 1996 de la serie de documentales de HBO Autopsy, y un episodio de 1998 de la serie de la BBC Timewatch titulado "The Oklahoma Outlaw".
La historia de Elmer McCurdy apareció en la sexta temporada (2014), durante el episodio 4 de Mysteries at the Museum, en el que se habló del descubrimiento de su cuerpo en el parque de atracciones.
Elmer McCurdy fue el tema de un episodio de 2016 de Futility Closet Podcast.
En 2017, la historia de Elmer McCurdy apareció en el episodio de la temporada 14, "Stone Lion Inn" de Ghost Adventures en Travel Channel.
En julio de 2017, Elmer McCurdy fue el sujeto de un episodio de The Memory Palace con Nate DiMeo.
En la serie de 2017 de Netflix The Toys That Made Us, se mencionó un encuentro con el cadáver de McCurdy en el parque de atracciones Pike, como inspiración original para el diseñador Mark Taylor para el personaje de He-Man Skeletor.
La historia de McCurdy fue narrada en el episodio 33 del podcast escéptico InKredulous (Incrédulo).
McCurdy es la inspiración para una pizza popular titulada "The McCurdy" en la tienda general de Washington, en su ciudad natal de Washington, Maine.
La historia de McCurdy se cuenta en un episodio de Wild West Tech.
Elmer McCurdy fue la inspiración para el misterio central en el libro Mystery Murder de Phryne Fisher, The Castlemaine Murders.
Elmer McCurdy fue la inspiración para la canción y el video musical de 2009, "Body of an Outlaw" del grupo musical de Nueva Orleans Rotary Downs. https://www.youtube.com/watch?v=av2eZEzu_ME
La historia de Elmer McCurdy se presentó en el Episodio 12 de la Temporada 5 de la Drunk History (Historia de la bebida), con Elmer interpretado por Justin Long.
En 2015, el programa uruguayo Voces anónimas, dedicó un episodio que cuenta el descubrimiento de la momia de McCurdy y su historia.